# Christoph Karrasch (Journalist)
Christoph Karrasch (geborener Christoph Pfaff; * 20. Januar 1984 in Kiel) ist ein deutscher Fernsehmoderator, Reisejournalist und Bestseller-Autor.

## Werdegang
Christoph Karrasch wuchs bei Kiel auf und absolvierte nach seinem Abitur ein Volontariat bei delta radio. Dort moderierte er von 2005 bis 2010 die tägliche Sendung Chris am Vormittag und war bis Ende 2021 als freier Mitarbeiter tätig.
Seit 2011 ist Christoph Karrasch freier Reisejournalist. In den vergangenen Jahren schrieb er Reportagen für verschiedene Medien wie Spiegel Online, Geo Saison und Die Welt. Parallel dazu etablierte er die Video-Website Von unterwegs als bekannten Reiseblog. Sein Video Eisbaden in Finnland wurde 2013 für den Deutschen Webvideopreis nominiert. Im selben Jahr begann eine Zusammenarbeit mit dem ARD-Sender EinsPlus, für die sich Karrasch regelmäßig per Live-Schaltung von seinen Reisen im Trendmagazin in.puncto meldete.
2014 realisierte Karrasch mit In zehn Tagen um die Welt ein interaktives Reiseprojekt. Seine Follower bestimmten die Route seiner schnellen Weltumrundung und stellten ihm Aufgaben für Zwischenstopps auf jedem Kontinent. Daraus entstand das Buch #10Tage, das 2015 im Ullstein Verlag erschien. Ende 2015 lief die dazugehörige Reportage bei N24.
2016 drehte Christoph Karrasch für N24 die Reportagereihe Kleine Welt. Die Sendung befasst sich mit dem Kleine-Welt-Phänomen, das besagt, dass jeder Mensch jeden anderen Menschen auf der Welt über höchstens sechs Ecken kennt. Die erste Folge feierte Premiere auf Facebook, bevor sie im linearen Fernsehen gezeigt wurde.
Eine Besonderheit ist, dass Karrasch für seine Reiseprojekte eigene Titelsongs schreibt und veröffentlicht. Darüber hinaus landete er mit dem Song Am sichersten seid ihr im Auto einen Interneterfolg. Das Lied handelt vom Unwetter auf dem Hurricane Festival 2016 in Scheeßel und stand für einige Zeit auf Platz 1 der deutschen Viral Top 50-Charts auf Spotify.
Seit 2017 ist Christoph Karrasch für das ProSieben-Magazin Galileo als Fernsehreporter unterwegs. Von Januar 2020 bis März 2021 realisierte er gemeinsam mit seiner Radiokollegin Melle (von delta radio) einen wöchentlich erschienenen Podcast namens Avocado Prime. Im Mai 2021 erschien Karraschs Buch San Francisco liegt am Rhein über seine Weltreise durch Deutschland. Es wurde ein SPIEGEL-Bestseller.
Seit Januar 2023 moderiert Christoph Karrasch vertretungsweise das SAT.1 Frühstücksfernsehen.

## Privates
Karrasch wohnt in Kiel. Er ist verheiratet und hat zwei Kinder.

## Bücher
- #10Tage. In zehn Tagen um die Welt. Ullstein Verlag, Berlin 2015, ISBN 978-3-548-37641-7
- San Francisco liegt am Rhein. Eine Weltreise durch Deutschland. Ullstein Verlag, Berlin 2021, ISBN 978-3-548-06503-8

### Anthologien
- The Travel Episodes. Neue Geschichten für Abenteurer, Glücksritter und Tagträumer. Malik / National Geographic, München 2016, ISBN 978-3-492-40606-2
- Reisehandbuch Deutschland im Winter. Geheimtipps von Freunden. Reisedepeschen Verlag, Berlin 2018, ISBN 978-3-963-48002-7
- Inselguide Thailand. Geheimtipps von Freunden. Reisedepeschen Verlag, Berlin 2018, ISBN 978-3-963-48001-0

## Fernsehen
- 2013/2014: Reporter bei in.puncto, EinsPlus
- 2015: In zehn Tagen um die Welt, N24
- 2016: Kleine Welt. Der Leuchtturmwärter am Nordkap, N24[17]
- 2016: Kleine Welt. Indiens erste Surferin, N24[18]
- seit 2016: Reiseexperte beim SAT.1 Frühstücksfernsehen, SAT.1[19]
- seit 2017: Reporter bei Galileo, ProSieben[20]
- 2019: Die Sommertrends 2019, Kabel Eins
- 2021: Die Sommertrends 2021, Kabel Eins[21]
- 2022: SAT.1 Spezial: Der Urlaubscheck, SAT.1[22]
- 2022: Der SAT.1 Reise-Check: TUI, AIDA, DERTOUR und Co., SAT.1[23]
- seit 2023: SAT.1 Frühstücksfernsehen, SAT.1

## Diskografie (Singles)
- 2014: In zehn Tagen um die Welt
- 2016: Kleine Welt
- 2016: Am sichersten seid ihr im Auto, ferryhouse
- 2018: Lass uns Scheeßeln gehen
- 2019: Die Party des Jahrhunderts (als #HurricaneSwimTeam)
- 2020: Nicht jeden Tag ist Hollywood
- 2020: Schlagerpolizei

## Diskografie (EP)
- 2019: Greatest Hits (als #HurricaneSwimTeam)

## Auszeichnungen
- 2009: Axel-Springer-Preis für junge Journalisten für Der Durchschnitts-Deutsche als Experiment, delta radio[24]
- 2013: Nominierung Deutscher Webvideopreis für Eisbaden in Finnland, VonUnterwegs.com[8]
- 2015: Columbus Filmpreis für In zehn Tagen um die Welt, N24[25]
- 2016: Columbus Filmpreis für Kleine Welt, N24[26]